# Ранумафана (национальный парк)
Национальный парк «Ранумафана» (фр. Parc national de Ranomafana) расположен на юго-востоке Мадагаскара в провинции Фианаранцуа. Национальный парк известен как своими водопадами и горячими источниками (топоним происходит от малагасийского rano mafana «горячая вода»), так и многообразием приматов и птиц. Основан в 1991 году. Вместе с другими национальными парками Мадагаскара с 2007 года является частью Всемирного наследия ЮНЕСКО.
Национальный парк густо покрыт дождевыми лесами и имеет площадь около 41 000 га. Благодаря вечнозелёным тропическим лесам здесь процветает большое разнообразие растений, таких как орхидеи, древовидные папоротники и мхи. Парк является домом в общей сложности для двенадцати видов лемуров и 118 видов птиц, 68 из которых находятся под угрозой исчезновения Мадагаскара.